# Liekojärvi (Gällivare socken, Lappland)
Liekojärvi är en sjö i Gällivare kommun i Lappland och ingår i Kalixälvens huvudavrinningsområde. Liekojärvi ligger i Torne och Kalix älvsystem Natura 2000-område.